# Luis Cernuda
Luis Cernuda Bidón (21. září 1902 Sevilla – 5. listopadu 1963 Ciudad de México) byl španělský básník a literární kritik, příslušník Generace 27. Vystudoval práva na univerzitě v Seville, absolvoval v roce 1925. Během španělské občanské války podporoval republikánskou stranu. Na začátku roku 1938 odjel do Británie, zprvu jen přednášet, ale nakonec zůstal v exilu, který trval až do konce jeho života. Téma exilu pak rezonovalo celým jeho dílem. V Británii vyučoval na univerzitách v Glasgow a v Cambridgi, v roce 1947 se přestěhoval do Spojených států, roku 1952 do Mexika. Kromě poezie napsal též řadu esejů, které se týkaly témat z francouzské, anglické, německé a španělské literatury. Byl homosexuál a mluvil o tom otevřeně v době, kdy to nebylo ještě zvykem, čímž se stal pro mnohé ve španělskojazyčném světě vzorem. Jeho sebrané básně byly vydány posmtně pod názvem La realidad y el deseo (1964).